# Facel Vega Excellence
Facel Vega Excellence — полноразмерный легковой автомобиль класса «люкс», выпускавшийся Facel-Vega. Впервые он был представлен на Парижском автосалоне в октябре 1956 года и получил восторженные отзывы со стороны прессы.
Производство началось в 1958 году и продолжалось до 1964 года, когда компания окончательно свернула производство автомобилей. Excellence базировался на удлинённом шасси модели FV Coupé. Всего выпущено 156 машин. Малое количество произведённых автомобилей обусловлено крайне высокой ценой, сопоставимой с четырьмя седанами Citroën DS; кроме того, цена могла быть увеличена при установке дополнительного оборудования — усилителей рулевого управления и тормозной системы, электрических стеклоподъёмников и кондиционера.

## Дизайн
Некоторые элементы стиля Excellence, такие как хвостовые «плавники», лобовое стекло с загнутыми краями, кузов хардтоп без боковых стоек заимствовались от американских автомобилей 1950-х годов. Однако в целом проект был типично европейским, со сдвоенными вертикально расположенными фарами и заниженным силуэтом — что было весьма популярно с 1950-х и начале 1960-х годов. Facel-Vega Excellence также отличался «самоубийственными» заднепетельными задними дверями — подобная конструкцию имели также ограниченные партии Cadillac Eldorado Brougham и серийный Lincoln Continental 1961—1969 годов.

## История

### Model «EX»

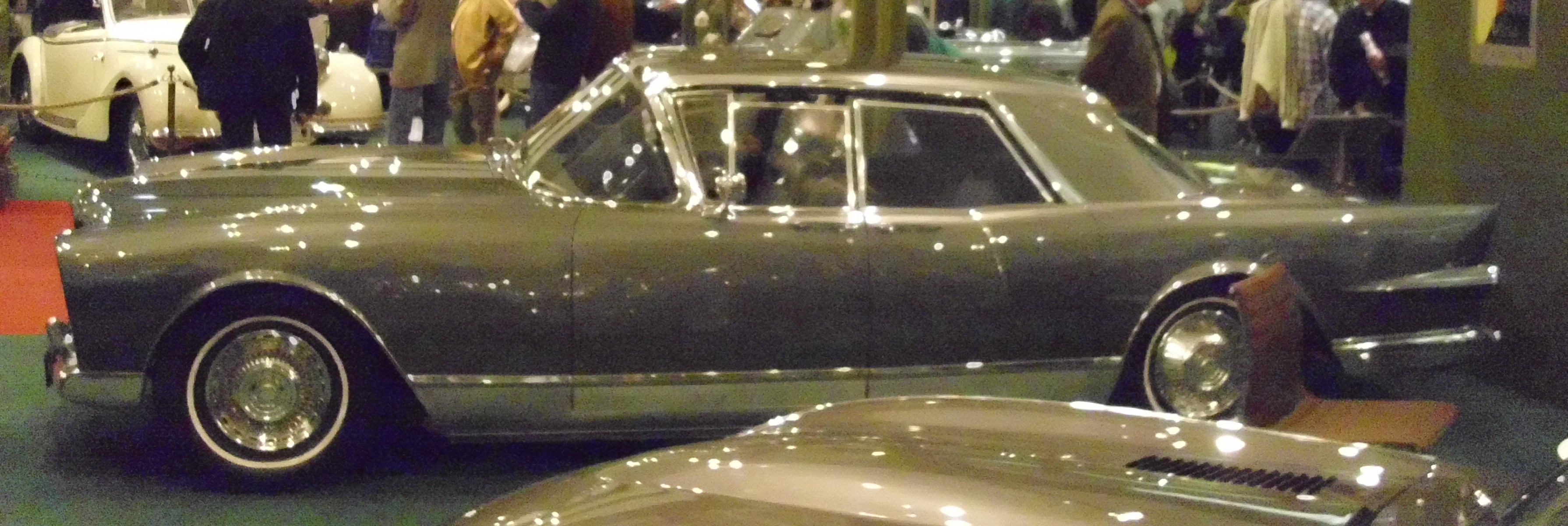
Excellence

В отличие от представленного на Парижском автосалоне экземпляра, имевшего мотор объёмом 331 дюйм³ (5,4 л), первая партия серийных автомобилей (май—октябрь 1958 года) оснащалась 392-кубовым (6,4 л) двигателем Chrysler Hemi V8, также устанавливаемого на Facel-Vega HK 500 и машины марки Imperial. Автомобиль мог оснащаться либо 4-ступенчатой МКПП собственного производства, либо 3-ступенчатой АКПП производства Chrysler. Максимальная скорость составляла 140 миль/ч (225 км/ч). Всего выпущено одиннадцать экземпляров серии «EX», из них до наших дней дошли семь.

### Model «EX1»
С октября 1958 по июль 1961 года производится серия «EX1», ставшая самой многочисленной серией Excellence и выпущенная в количестве 137 экземпляров. Chrysler прекратил поставку двигателей «Hemi», поэтому модель оснащалась 361-кубовым (5,9 л) V8-мотором «Wedge» производство того же Chrysler. С конца 1959 года автомобили имели дисковые передние тормоза.

### Model «EX2»
С июля 1961 по июнь 1964 года производится серия «EX2», получившая рестайлинг и более производительный двигатель объёмом 383 дюйм³ (6,3 л) и мощностью 390 л. с.

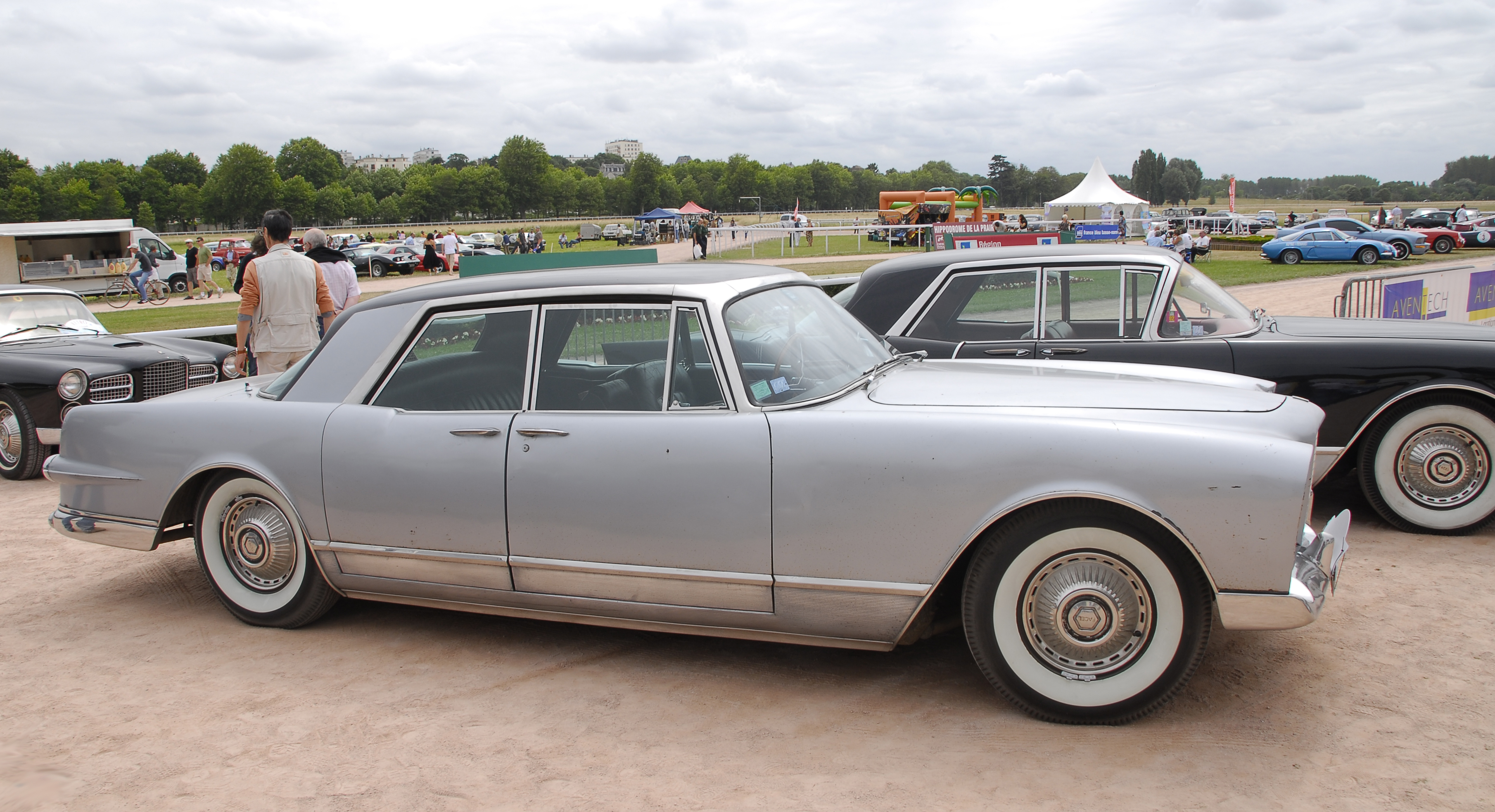
Facel Vega Excellence EX2

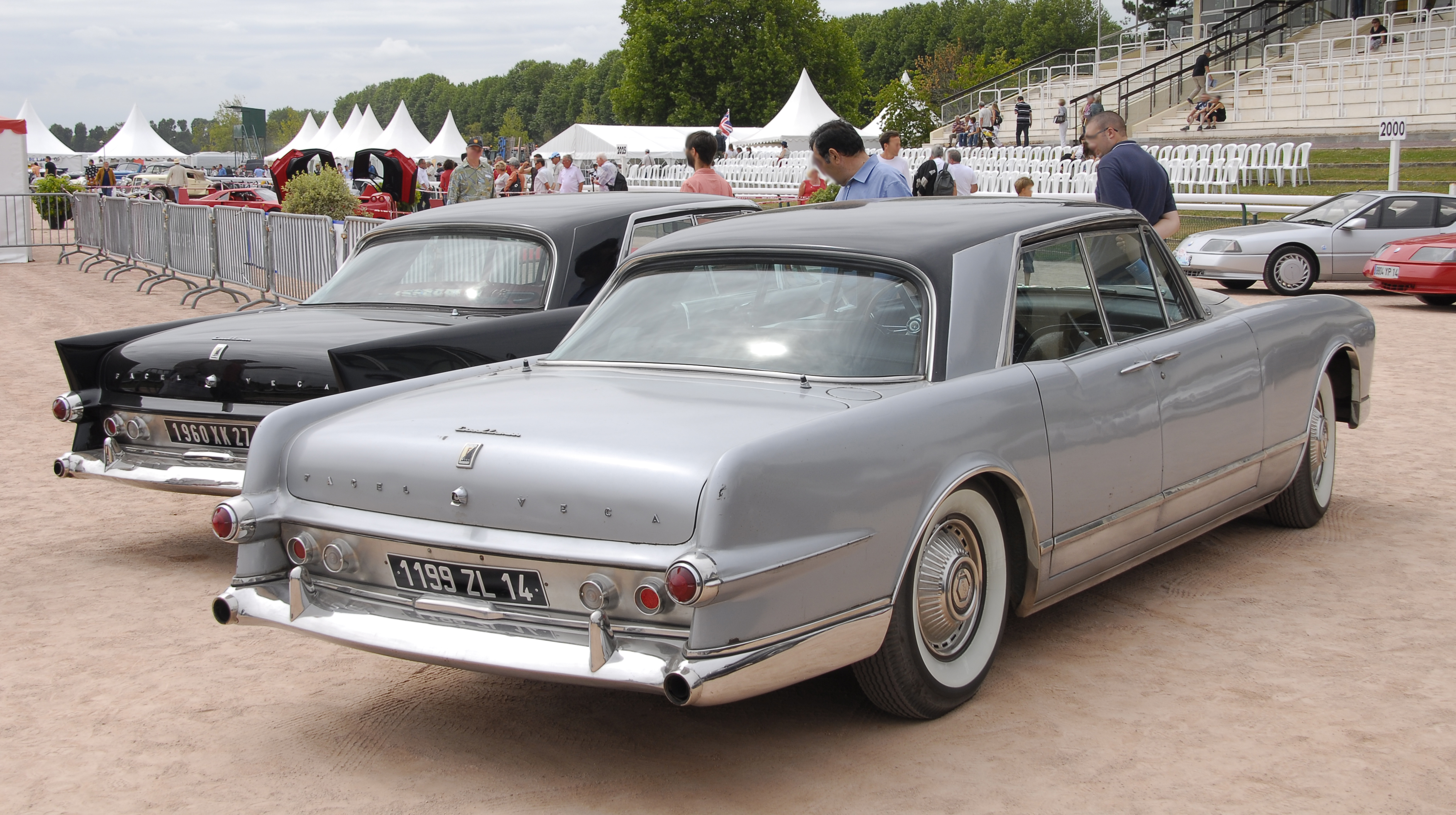
Вид сзади Excellence EX2.

Внешне «EX2» отличалась обновлённым лобовым стеклом и сильно скошенными хвостовыми «плавниками», что, однако, не добавило машине современности. Учитывая крайне низкие продажи, полный рестайлинг был неоправданно дорог. Всего выпущено восемь экземпляров.
Цена нового «EX2», представленного на Парижском автосалоне в октябре 1961 года, составляла 72,500 франков, на которые можно было в том же году приобрести двенадцать новых Renault Dauphine.

## Переговоры со Studebaker-Packard
В 1959 году глава Facel-Vega Жан Данино (Jean Daninos) вступил в переговоры с президентом корпорации Studebaker-Packard Гарольдом Черчиллем (Harold Churchill) о возможном возрождении некогда престижной автомобильной марки Packard. Предложение заключалось в продаже модели Facel-Vega Excellence в Северной Америке под брендом «Packard» через дилерскую сеть S-P. Daimler-Benz, состоявший в партнёрских отношениях со S-P и продававший через них автомобили Mercedes, выступил против этого предложения. Понимая, что от продажи Excellence S-P не получит такую же прибыль, как от сотрудничества с Daimler-Benz, Черчилль отклонил это предложение. Тем не менее, несколько Excellence было ввезено в Соединённые Штаты частными лицами.

## В массовой культуре
Facel-Vega Excellence появляется в кинофильмах «Count Your Blessings» 1959 года, «Любите ли вы Брамса?» 1961 года, «Love Is a Ball» и «Le temps des copains» (оба 1963 года), «Slaughter» 1972 года и в клипе «Dancing Machine» 1990 года.